# コチ (ハンガリー)
コチ (Kocs [koʧ]) は、ハンガリー、コマーロム・エステルゴム県の町。コーチ、コシュ、コチュ、コクスとも。
面積58.2平方キロ、人口2716人（2004年）。
コーチ (coach) の語源として知られる。

## コチの馬車
15世紀、マーチャーシュ王の時代、この地で鋼鉄ばねをサスペンションに使った馬車の製造が始まった。この馬車はkocsi szekér（コチ・セケール、コチの馬車）と呼ばれ、のちに各国でコチだけでサスペンションを備えた馬車を意味するようになった。
さらに、神聖ローマ帝国時代の1650年、郵便馬車制度 (Thurn und Taxis) がこの地でスタートしたため、郵便馬車はmail coachと呼ばれる。
英語ではまた、家庭教師を意味する学生俗語となり、そこからスポーツ等の指導員の意味に派生した。（研究社リーダーズ英和辞典より）

## 画像

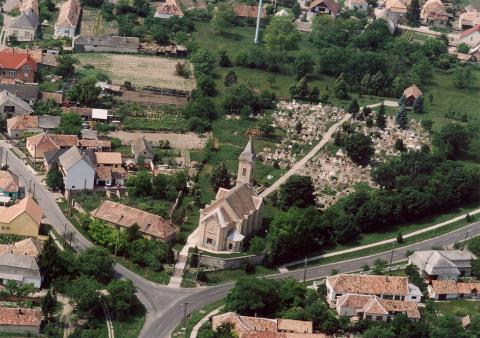
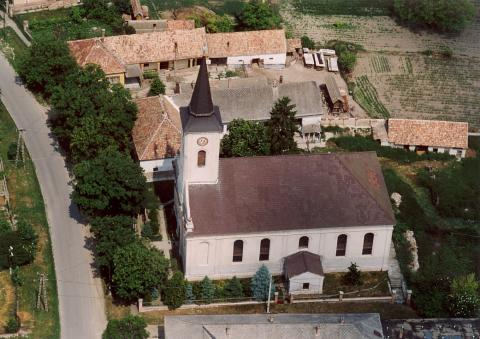
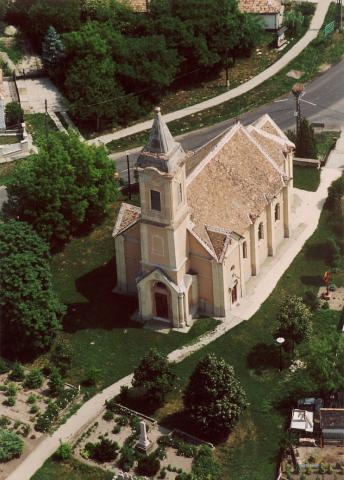
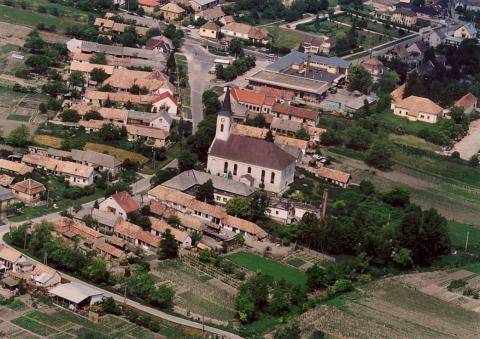

## 出身者
- セーケイ・ゾルターン：ヴァイオリン奏者